# یوهان لودویگ بورکارت
یوهان لودویگ (همچنین به جان لوییس، ژان لوئیس نیز مشهور است) بورکارت (انگلیسی: Johann Ludwig Burckhardt؛ ۲۴ نوامبر ۱۷۸۴–۱۵ اکتبر ۱۸۱۷) یک جهانگرد، جغرافیدان و شرق‌شناس اهل سوئیس بود. بورکارت در هنگام مسافرت به سرزمین‌های عربی به نام شیخ ابراهیم ابن عبدالله نامیده می‌شد. او نامه‌های خود را به زبان فرانسه می‌نوشت و آن‌ها را با نام لوئیس امضا می‌کرد. وی بیشتر به خاطر کشف مجدد ویرانه‌های شهر باستانی نبطی پترا در اردن شناخته شده‌است.

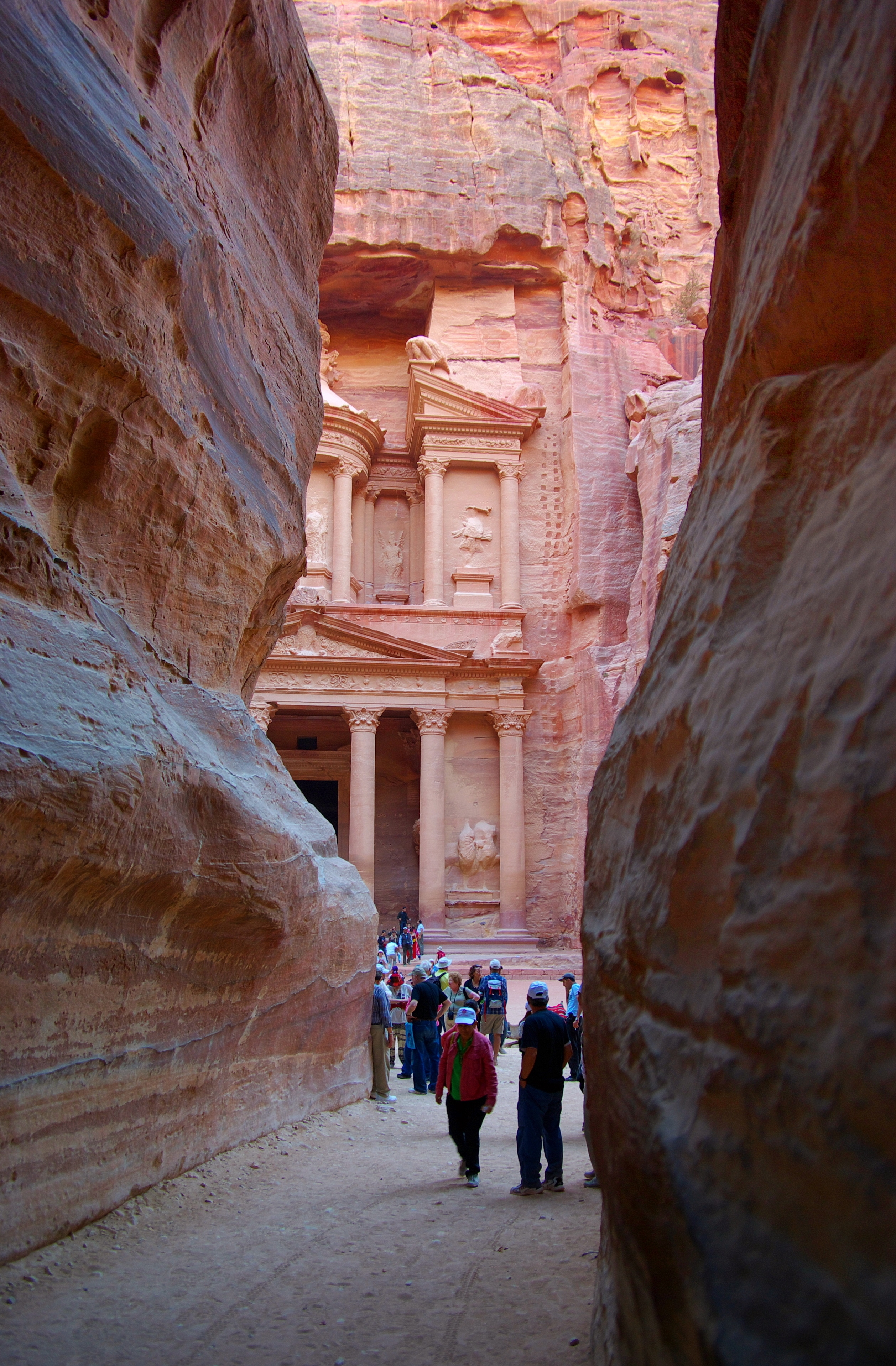
ساختمان گنج‌خانه در پترا